# Seohyun
Seohyun, pseudonimo di Seo Ju-hyun (서주현?, 徐朱玄?, Seo Ju-hyeonLR, Sŏ Chu-hyŏnMR; Seul, 28 giugno 1991), è una cantante e attrice sudcoreana membro del gruppo musicale Girls' Generation e del sottogruppo Girls' Generation-TTS.

## Biografia
Seohyun è nata il 28 giugno 1991 a Seul, Corea del Sud, con il nome di Seo Ju-hyun. È figlia di un'insegnante di pianoforte, Kim Young-ah, che le ha insegnato a suonare lo strumento all'età di cinque anni.
Durante gli anni delle scuole elementari, Seohyun viene scoperta da un agente in metropolitana, e le viene consigliato di presentarsi alle audizioni della SM Entertainment, che passa nel 2003 cantando delle canzoni per bambini. Dopo aver frequentato la Seoul Middle School e la Daeyoung High School, si trasferisce e si diploma alla Jeonju Arts High School il 9 febbraio 2010. Il 21 agosto 2014 si laurea in recitazione all'Università Dongguk, ricevendo un premio per i risultati dall'ateneo.

## Carriera

### Girls' Generation
Seohyun ha debuttato il 5 agosto 2007 nel girl group Girls' Generation. Nel 2012, insieme alle compagne di gruppo Taeyeon e Tiffany, forma la sotto-unità TaeTiSeo pubblicando il primo EP Twinkle. Il sottogruppo ha uno stile e un concept diverso dal gruppo originario, focalizzandosi principalmente sulle abilità vocali di ciascuna cantante piuttosto che sulle esibizioni di gruppo.
Seohyun ha scritto il testo di alcuni brani per entrambi i gruppi: ha collaborato con Yuri e Sooyoung per "Baby Maybe", e con Yuri per "XYZ", entrambe contenute in I Got a Boy, mentre in seguito ha scritto "Only U" per il secondo EP delle TaeTiSeo.
Il 10 ottobre 2017, alla scadenza del suo contratto, lascia la SM Entertainment, restando però nelle Girls' Generation. In seguito ha dichiarato che si focalizzerà sulla sua carriera d'attrice.

### Solista
Durante la sua carriera, Seohyun ha pubblicato varie colonne sonore per drama e film, alcune come solista, altre con gli altri membri delle Girls' Generation o altri artisti.
Tra i brani solisti figurano "It's Okay Even If It Hurts" per Kim Soo-ro (2010) e "I'll Wait for You" per Fashion wang (2012). Tra i duetti rientrano "Journey" con i TVXQ per Paradise mokjang (2011), "Dreams Comes True" con Donghae dei Super Junior per un progetto dell'UNICEF, "The Magic of Yellow Ribbon" con Kim Hyun-joong per lo spot televisivo di The Face Shop, e "Don't Say No" con Yoon Gun dei Brown Eyes. Ha anche cantato il brano "JjaRaJaJja" con la cantante trot Joo Hyun-mi, ottenendo una candidatura ai Mnet Asian Music Awards del 2009 come miglior canzone trot dell'anno.
Altre collaborazioni includono "Oppa Nappa" e "It's Fantastic" con le compagne delle Girls' Generation Jessica e Tiffany, "Let's Go" per aumentare la partecipazione del pubblico in occasione del G20 del 2010 a Seul insieme ad altri venti cantanti, e "S.E.O.U.L." con alcuni dei Super Junior e delle Girls' Generation per promuovere il turismo nella capitale sudcoreana.

### Attrice

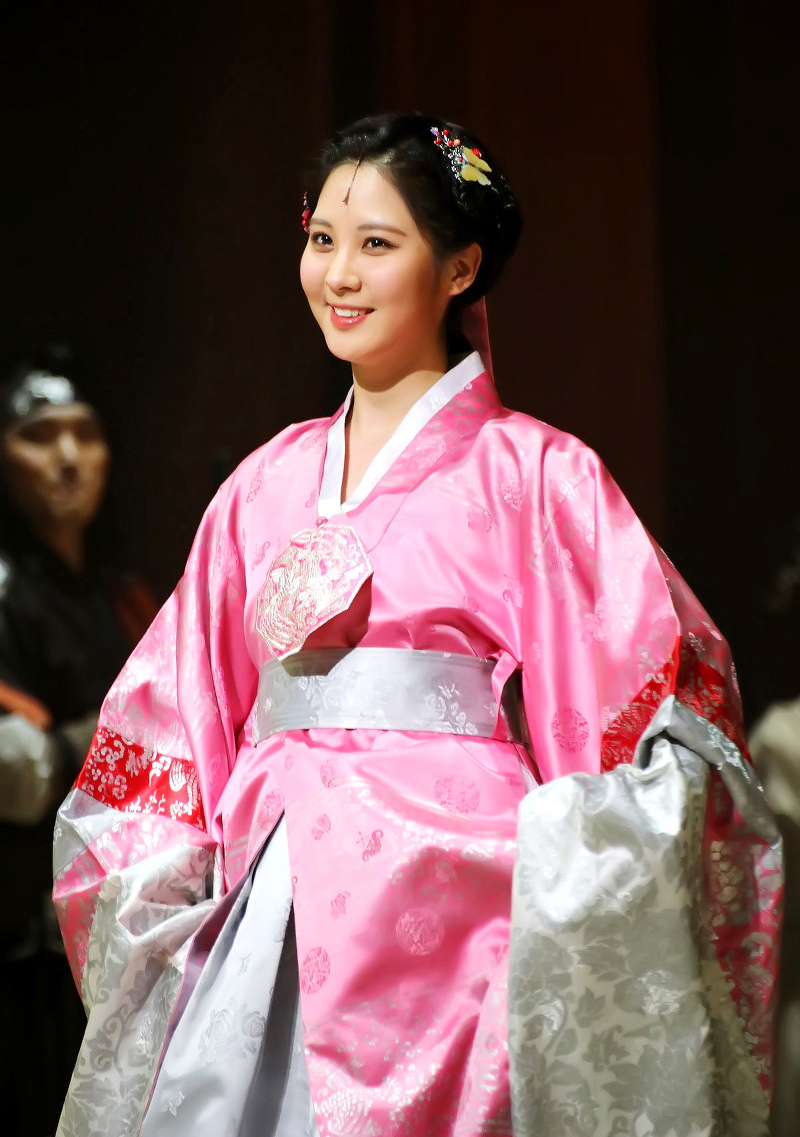
Seohyun sul palco di Haereul pum-eun dal, 22 gennaio 2014.

Seohyun ha doppiato in coreano il personaggio di Edith in Cattivissimo me e Cattivissimo me 2. Nel 2013, ha fatto il suo debutto televisivo come attrice nel drama Yeor-ae, in cui ha interpretato il personaggio secondario di Han Yoo-rim, primo amore del protagonista maschile (Sung Hoon), oltre a fare da narratrice per il varietà Jinjja sana-i.
Nel 2014, Seohyun ha debuttato a teatro nel musical Haereul pum-eun dal, interpretando la protagonista Wol; in seguito ha ottenuto il ruolo di Rossella O'Hara nell'adattamento teatrale di Via col vento.

### Altre attività
Nel 2010, è stata messa in coppia con il cantante Jung Yong-hwa dei CNBLUE nel varietà Uri gyeolhonhaess-eo-yo, che segue la vita di due celebrità che fingono di essere sposate. Il loro matrimonio virtuale è durato fino all'aprile 2011.
Nel febbraio 2012, Seohyun, insieme a Taeyeon e Tiffany, diventa una dei presentatori di Show! Music Core. Dopo più di un anno, lasciano il programma ad aprile 2013, salutando il pubblico con un'esibizione speciale della loro canzone "Goodbye, Hello".

## Discografia
Album in studio
- 2026 – Gold

EP
- 2017 – Don't Say No

Singoli
- 2017 – "Don't Say No"
- 2026 – "Gold"

Collaborazioni
- 2008 – "It's Fantastic" (con Jessica e Tiffany)
- 2008 – "Haptic Motion" (con Taeyeon, Jessica e Sunny)
- 2009 – "Jjarajajja" (con Joo Hyun-mi e le Davichi)
- 2009 – "S.E.O.U.L." (con Taeyeon, Jessica, Sunny e Kyuhyun, Sungmin, Ryeowook, Donghae e Leeteuk dei Super Junior)
- 2009 – "I Can't Bear Anymore (Bear Song)" (con Taeyeon, Jessica e Sunny)
- 2010 – "Cabi Song" (con Taeyeon, Tiffany, Jessica, Sunny, Yuri e Chansung, Jun. K e Taecyeon dei 2PM)
- 2010 – "Cooky" (con Tiffany, Jessica e Sunny)
- 2010 – "It's Okay Even If It Hurts" (per Kim Soo-ro)
- 2010 – "Let's Go" (con AA.VV.)
- 2011 – "Dreams Comes True" (con Donghae)
- 2011 – "The Magic of Yellow Ribbon" (con Kim Hyun-joong)
- 2011 – "Journey" (con i TVXQ)
- 2012 – "Don't Say No" (con Yoon Gun)
- 2013 – "T'PLE Couple Song" (con Kyuhyun)
- 2013 – "You Are A Miracle" (con AA.VV.)
- 2016 – "Secret" (con Yuri)

Colonne sonore
- 2007 – "Touch the Sky" (con Jessica, Taeyeon, Sunny e Tiffany per Adeulchaj-a sammanli)
- 2008 – "Love Hate" (con Jessica e Tiffany per Roommate)
- 2008 – "The Little Boat" (con Jessica, Taeyeon, Sunny e Tiffany per Kwaedo Hong Gil-dong)
- 2009 – "Motion" (con Jessica, Taeyeon, Sunny e Tiffany per Maentange heding)
- 2010 – "Haechi Song" (con Jessica, Sunny, Tiffany e Taeyeon per Nae chingu Haechi)
- 2012 – "I'll Wait for You" (per Fashion wang)
- 2014 – "Cheap Creeper" (con Jessica, Sunny, Tiffany e Taeyeon per Make Your Move)

## Filmografia

### Televisione
- Monmallineun gyeolhon (못말리는 결혼) – serie TV (2008)
- Passionate Love (열애) - serie TV, episodi 1-5 (2013)
- Producer (프로듀사) - serie TV, episodio 1 (2015)
- Maendorong ttottot (맨도롱 또똣) - serie TV, episodio 13 (2015)
- Scarlet Heart: Ryeo (달의 연인 - 보보경심 려) - serie TV (2016)
- Yeokdo-yojeong Kim Bok-ju (역도요정 김복주) - serie TV, episodio 12 (2016)
- Ruby Ruby Love (루비루비럽) - serie TV (2017)
- Bad Thief, Good Thief (도둑놈, 도둑님) - serie TV (2017)
- Time (시간) - serie TV (2018)
- Canvas the Emperor (火爆天王) - serie TV (2019)
- Private Lives (사생활) - serie TV (2020)
- The Jinx's Lover (징크스의 연인) - serie TV (2022)
- Song of the Bandits (도적: 칼의 소리) – serie TV (2023)

### Film
- Cattivissimo me (Despicable me), regia di Pierre Coffin e Chris Renaud (2010) – voce
- I AM. (아이엠), regia di Choi Jin-seong (2012)
- Cattivissimo me 2 (Despicable me 2), regia di Pierre Coffin e Chris Renaud (2013) – voce
- My Brilliant Life (두근두근 내 인생), regia di Lee Jae Yong (2014)
- SMTown: The Stage, regia di Bae Sung-sang (2015)
- So I married an anti-fan (所以……和黑粉结婚了), regia di Kim Jae-young (2016)
- Amore e guinzagli (모럴센스). regia di Park Hyun Jin (2022)
- Holy Night: Demon Hunters (거룩한 밤: 데몬 헌터스), regia di Im Dae Hee (2022)

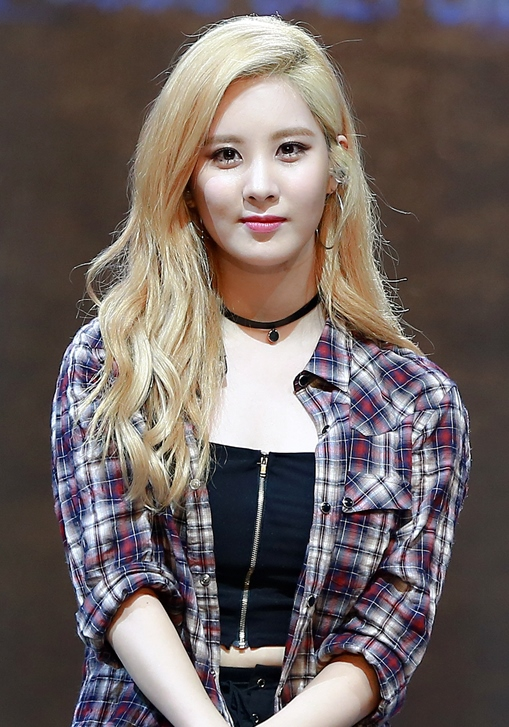
Seohyun nell'agosto 2015

### Speciali
- Hello Dracula (안녕 드라큘라) - serie TV (2020)

### Programmi televisivi
- Music Station (ミュージックステーション) - programma televisivo (2007)
- Hey! Hey! Hey! Music Champ - programma televisivo (2007)
- Champagne (샴페인) - programma televisivo (2008)
- Factory Girl (소녀시대의 팩토리 걸) - programma televisivo, episodi 1-3, 7-10 (2008)
- We Got Married 1 (우리 결혼했어요) - programma televisivo, episodi 42, 45, 47 (2009)
- Idol Show 3 (아이돌 군단의 떴다! 그녀 시즌 3) - programma televisivo, episodi 8-9 (2009)
- Infinite Challenge (무한도전) - programma televisivo, episodio 144 (2009)
- Girls' Generation's Horror Movie Factory (소녀시대의 공포영화 제작소) - programma televisivo (2009)
- Girls' Generation's Hello Baby (소녀시대의 헬로 베이비) - programma televisivo, episodi 1-8, 12-14, 16, 18-22 (2009)
- Girls' Generation Goes to School (소녀 학교에 가다) - programma televisivo (2009)
- You Hee-Yeol's Sketchbook (유희열의 스케치북) - programma televisivo, episodi 14, 48, 123, 147, 174, 224, 244, 288 (2009, 2010, 2011, 2012, 2013, 2014, 2015)
- Strong Heart (강심장) - programma televisivo, episodi 11-12, 18-19, 94-95, 120-121, 165-166 (2009, 2010, 2012, 2013)
- Radio Star (황금어장 라디오스타) - programma televisivo, episodi 125, 312, 441 (2009, 2013, 2015)
- SHINee Hello Baby (샤이니의 헬로 베이비) - programma televisivo, episodio 5 (2010)
- Show! Eum-ak jungsim (쇼! 음악중심) - programma televisivo, episodi 202, 213, 295-317, 320, 323-325, 328-329, 331-332, 334, 337-342, 344-345, 349, 352-354, 401-402, 426, 464, 466, 469-473 (2010, 2012, 2013, 2014, 2015)
- We Got Married 2 (우리 결혼했어요) - reality show, episodi 40-91 (2010-2011)
- Right Now It's Girls' Generation (지금은 소녀시대) - programma televisivo (2010)
- Win Win (김승우의 승승장구) - programma televisivo, episodio 11 (2010)
- Family Outing 2 (패밀리가 떴다 2) - programma televisivo, episodi 10-11 (2010)
- Haha Mong Show (하하몽쇼) - programma televisivo, episodio 4 (2010)
- Happy Together 3 (해피투게더) - programma televisivo, episodi 172, 227 (2010, 2011)
- Running Man (런닝맨) - programma televisivo, episodi 63-64, 254, 293, 425 (2011, 2015, 2016, 2018)
- Hello Counselor 1 (안녕하세요 시즌1) - programma televisivo, episodio 46 (2011)
- Let's Go! Dream Team Season 2 (출발 드림팀 - 시즌 2) - programma televisivo, episodi 32, 106 (2011)
- K-pop Star - Season 1 (K팝스타 - 시즌 1) - programma televisivo, episodio 1 (2011)
- Girls' Generation and the Dangerous Boys (소녀시대와 위험한 소년들) - programma televisivo, episodi 1-8, 10-12 (2011-2012)
- Healing Camp, Aren't You Happy (힐링캠프, 기쁘지 아니한가) - programma televisivo, episodio 132 (2014)
- Jessica & Krystal (제시카 & 크리스탈) - programma televisivo, episodio 6 (2014)
- The TaeTiSeo - programma televisivo (2014)
- Hidden Singer 3 (히든싱어 3) - programma televisivo, episodi 5, 13 (2014)
- Key's Know-how (키스 노하우) - programma televisivo (2015)
- Hyoyeon's One Million Like (효연의 백만 라이크) - programma televisivo, episodi 5-6 (2015)
- Ch. Girl's Generation (채널 소녀시대) - programma televisivo (2015)
- M Countdown (엠카운트다운) - programma televisivo, episodi 435-436, 438, 440, 442-444, 453 (2015)
- Weekly Idol (주간 아이돌) - programma televisivo, episodi 212-213 (2015)
- The Return of Superman (슈퍼맨이 돌아왔다) - programma televisivo, episodi 95-96 (2015)
- 2015 Idol Star Athletics Ssireum Basketball Futsal Archery Championships (2015 아이돌스타 육상 씨름 농구 풋살 양궁 선수권대회) - programma televisivo, episodio 2 (2015)
- Daily Taengoo Cam (일상의 탱구캠) - programma televisivo, episodio 3 (2015)
- Be The Idol (唱游天下) - programma televisivo, episodio 1 (2015)
- 2015 MBC Music Festival: Encyclopedia of Music (2015 MBC 가요대제전: 가요대백과) - programma televisivo (2015)
- Lipstick Prince 1 (립스틱 프린스) - programma televisivo, episodio 6 (2017)
- Bongmyeon ga-wang (미스터리 음악쇼 복면가왕) - programma televisivo, episodi 95-96 (2017)
- Seohyun Home (혼자 살아보니 어때) - programma televisivo, episodi 1-5 (2017)
- Secretly Greatly (은밀하게 위대하게) - programma televisivo, episodio 11 (2017)
- Knowing Bros (아는 형님) - programma televisivo, episodi 63, 88-89, 247 (2017, 2020)
- Let's Eat Dinner Together (한끼줍쇼) - programma televisivo, episodio 65 (2018)
- After School Activities (Dong Dong Shin Ki) - programma web, episodio 11 (2020)
- You Quiz on the Block (유 퀴즈 온 더 블럭) - programma televisivo, episodio 121 (2021)
- Point of Omniscient Interfere (전지적 참견 시점) - programma televisivo, episodio 188 (2022)

## Teatro
- Haereul pum-eun dal (2014)
- Via col vento (2015)
- Mamma Mia! (2016)

## Riconoscimenti
| Anno | Premio                                      | Categoria                     | Ricevente                                   | Risultato       |
| ---- | ------------------------------------------- | ----------------------------- | ------------------------------------------- | --------------- |
| 2009 | Mnet Asian Music Awards                     | Musica trot dell'anno         | "JjaRaJaJja" (con Joo Hyun-mi e le Davichi) | Candidato/a     |
| 2010 | Ministero della Cultura della Corea del Sud | Premio di riconoscimento      |                                             | Vincitore/trice |
| 2010 | MBC Entertainment Awards                    | Coppia più popolare           | Uri gyeolhonhaess-eo-yo (con Jung Yong-hwa) | Vincitore/trice |
| 2011 | Mnet 20's Choice Awards                     | Dea del campus                |                                             | Candidato/a     |
| 2011 | Mnet Media Awards                           | Donna più bella e dolce       |                                             | Candidato/a     |
| 2013 | Seoul Drama Awards                          | Miglior canzone per una serie | "I'll Wait for You"                         | Candidato/a     |